# Pôle d'équilibre territorial et rural de la Baie du Mont-Saint-Michel
Le PETR de la Baie du Mont-Saint-Michel est un Pôle d'équilibre territorial et rural et anciennement un structure de regroupement de collectivités locales française, située dans le département de la Manche et la région Normandie. Le siège se situe au 16 rue de Bouillant à Avranches.

## Description
En raison de la réforme territoriale, la fusion et le regroupement d'intercommunalités, le Pays de la Baie du Mont-Saint-Michel compte désormais trois intercommunalités :
- Communauté d'agglomération Mont-Saint-Michel Normandie
- Villedieu Intercom
- Communauté de communes Granville, terre et mer

### Anciennes intercommunalités

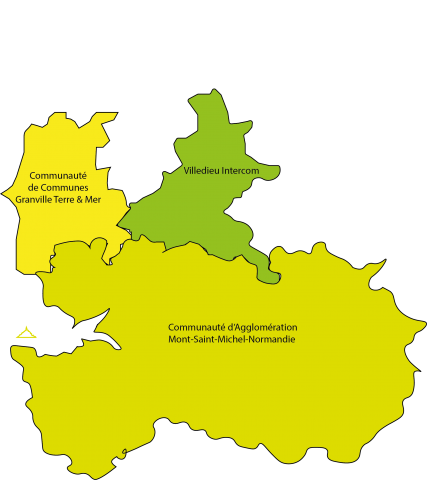
Carte du territoire Scot et Pays de la Baie du Mont-Saint-Michel (au 1 janvier 2017.)

- Communauté de communes du canton de Brécey (dissoute le 1er janvier 2013 et fusionne avec la CC du Tertre pour donner naissance à la communauté de communes du Val de Sée)
- Communauté de communes du Tertre (dissoute le 1er janvier 2013 et fusionne avec la CC du canton de Brécey pour donner naissance à la communauté de communes du Val de Sée)
- Communauté de communes de Mortain (dissoute le 1er janvier 2013 fusionne avec la CC de la Sélune et la CC du canton de Sourdeval pour donner naissance à la CC du Mortainais)
- Communauté de communes de la Sélune (dissoute le 1er janvier 2013 fusionne avec la CC du canton de Sourdeval et la CC de Mortain pour donner naissance à la CC du Mortainais)
- Communauté de communes du canton de Sourdeval (dissoute le 1er janvier 2013 fusionne avec la CC de Mortain et la CC de la Sélune pour donner naissance à la CC du Mortainais)
- Communauté de communes des Delles (dissoute le 1er janvier 2014)
- Communauté de communes du Pays granvillais (dissoute le 1er janvier 2014)

- Communauté de communes du Pays hayland (dissoute le 1er janvier 2014)
- Communauté de communes entre Plage et Bocage (dissoute le 1er janvier 2014)
- Communauté de communes du canton de Villedieu-les-Poêles (dissoute le 1er janvier 2014)
- Communauté de communes de Sartilly - Porte de la Baie (dissoute le 1er janvier 2014)
- Communauté de communes du canton de Saint-Pois (dissoute le 1er janvier 2014)
- Communauté de communes d'Avranches (dissoute le 1er janvier 2014)
- Communauté de communes du canton de Ducey (dissoute le 1er janvier 2014)
- Communauté de communes de Pontorson - Le Mont-Saint-Michel (dissoute le 1er janvier 2014)
- Commune-Canton d'Isigny-le-Buat (aujourd'hui intégré à la Communauté de communes Avranches - Mont-Saint-Michel)
- Commune de Sainte-Cécile (aujourd'hui intégré à l'Intercom du bassin de Villedieu)
- Fusion au 1er janvier 2017 des anciennes CC Avranches Mont-Saint-Michel, CC du Val de Sée, CC de Saint-James, CC de Saint-Hilaire du Harcouët.

## Administration

### Présidents

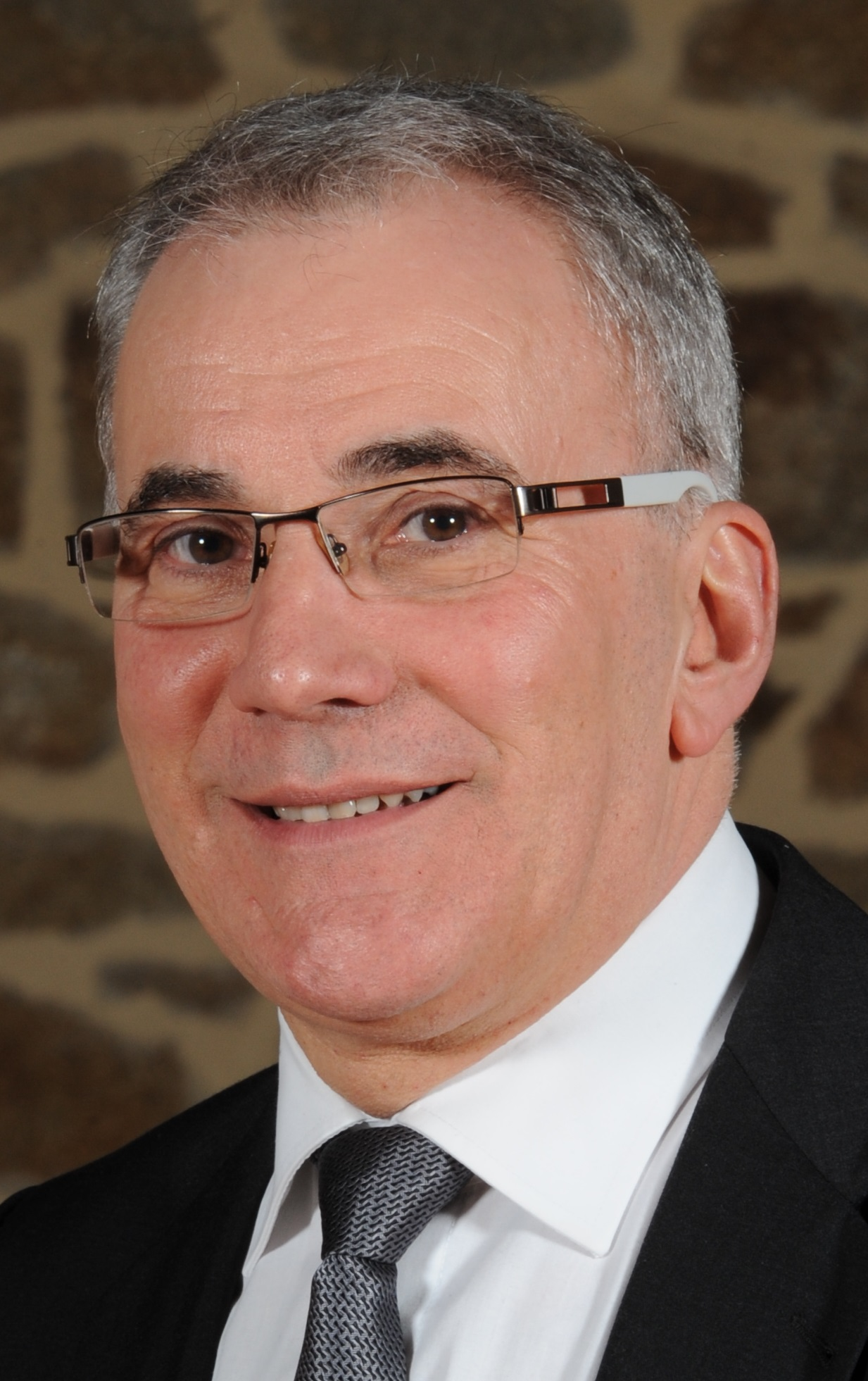
Gilbert Badiou.

| Période        | Période        | Identité       | Étiquette | Qualité                                                             |
| -------------- | -------------- | -------------- | --------- | ------------------------------------------------------------------- |
| 2008           | 2014           | Jean Bizet     |           | Sénateur de la Manche depuis 1996, Maire du Teilleul de 1983 à 2014 |
| 2014           | 2018           | Gilbert Badiou |           | Maire de Saint-Hilaire-du-Harcouët de 2008 à 2020                   |
| janvier 2018   | septembre 2020 | Charly Varin   |           | Président de Villedieu Intercom, maire de Percy-en-Normandie        |
| septembre 2020 | En cours       | Gaétan Lambert |           | Maire de Sartilly-Baie-Bocage                                       |

## Démographie
Il s'étend sur 2 120,60 km2, soit 34 % de la superficie du département de la Manche, regroupe 196 communes, pour une population municipale de 148 296 habitants au dernier recensement de 2010 (soit 71,9 hab./km2), 28,65 % de la population départementale.